# Universitätschor München
Der Universitätschor München (eigene Schreibweise UniversitätsChor) besteht aus rund 200 Studenten und Mitgliedern des akademischen Mittelbaus aller Fakultäten der Ludwig-Maximilians-Universität und der Technischen Universität München.

## Geschichte
Gegründet wurde der Chor im Jahre 1950 von Wilhelm Gebhardt, damals unter dem Namen Collegium Musicum Vocale. Von 1969 bis zum Jahr 2002 war Hans Rudolf Zöbeley Dirigent des Universitätschores, von 2003 bis 2013 Johannes Kleinjung. Seit Mitte 2013 leitet Verena Egger den Chor.

## Programm
Der Chor widmet sich hauptsächlich der großen Chorsymphonik der Romantik und der Moderne. Dabei stehen auch immer wieder seltener aufgeführte Werke wie Tippetts "A Child of Our Time", Brittens "Cantata Misericordium" oder das "Requiem" von Andrew Lloyd Webber auf dem Programm. In regelmäßigen Abständen werden außerdem anspruchsvolle A-cappella-Programme einstudiert. Darüber hinaus widmet sich der Chor auch bekannter und beliebter Chorliteratur.
Im Rahmen der Orff-Festspiele in Kloster Andechs führte der Universitätschor zusammen mit den Münchner Symphonikern im Juli 2003 die „Carmina Burana“ von Carl Orff und „Misa Criolla“ von Ariel Ramírez fünfmal auf.
2008–2015 führte der Universitätschor zusammen mit den Münchner Symphonikern unter der Leitung von Ludwig Wicki in der Philharmonie am Gasteig die Original-Filmmusik der Herr der Ringe Trilogie live zur Projektion des Films auf.
Der Chor absolviert auch Gastauftritte mit anderen Orchestern in den großen Münchner Konzertsälen wie dem Herkulessaal, dem Prinzregententheater oder der Philharmonie am Gasteig.

## Tourneen
Konzertreisen gingen im Frühjahr 2003 nach Bologna, im Herbst 2004 nach Pisa und Florenz und im Herbst 2005 nach Paris. Im Herbst 2010 fuhr der Chor nach Norditalien und gab Konzerte in Schenna und Parma. Die Konzertreise 2011 ging nach Ungarn mit Konzerten in Győr und Budapest. 2012 gastierte der Chor in Slowenien mit einem Konzert in Ljubljana und Kroatien mit Konzerten in Zagreb und Gornja Stubica sowie 2016 in St. Petersburg in Russland.